# Casa Pelai Negre
La Casa Pelai Negre és un habitatge dins l'antic nucli emmurallat, al barri del Mercadal de la vila de Castelló d'Empúries (Alt Empordà), i formant cantonada entre el Carrer de la Font Calvera i la Plaça de les Cols.
Edifici de planta rectangular format per dues crugies a diferent alçada. El cos davanter consta de planta baixa i una més d'alçada, i està cobert amb un terrat, delimitat per un fris corregut a manera de barana. En canvi, l'altre cos està cobert amb teulada a dues vessants de teula, amb el carener paral·lel a la façana de la plaça, i consta de planta baixa i dos pisos. La façana principal al Carrer de la Font Calvera està arrebossada i pintada, amb porta d'accés d'obertura rectangular i un gran portal rectangular amb permòdols, actualment d'accés al garatge, el qual compta amb la llinda decorada amb rajoles ceràmiques amb motius geomètrics i florals. Al primer pis hi ha dues senzilles finestres d'obertura quadrada.
La façana amb la Plaça de les Cols conserva parts de l'arrebossat, però s'observa el parament de pedra i maó original. A la planta baixa hi ha tres finestres amb permòdols emmarcades, amb l'ampit revestit amb rajola ceràmica vidrada verda. A la planta superior hi ha una finestra senzilla quadrada i un finestral d'obertura rectangular, amb sortida a un balcó amb barana de ferro.
Encara que no s'ha documentat notícies històriques que facin referència a la l'edifici en si, es pot relacionar el nom de la casa amb la nissaga dels Negre. Un dels personatges més importants d'aquesta família va ser en Pelai Negre i Pastell (Castelló d'Empúries 1895 - Girona, 1984) en el si d'una família noble i benestant. Va ser doctor en dret, polític i historiador. Fou membre de la Lliga i, del 1925 al 1936, presidí el Sindicat Centre Agrícola i Social de Castelló d'Empúries. Es dedicà a la investigació en el camp de la genealogia i l'estudi dels principals casals nobiliaris de Girona. Va ser membre fundador i tresorer dels Estudis Gironins.